# Davide Rummolo
Davide Rummolo (ur. 12 listopada 1977 w Neapolu) – włoski pływak specjalizujący się w stylu klasycznym, medalista olimpijski.
Jego największym sukcesem jest brązowy medal olimpijski na Igrzyskach Olimpijskich w 2000 r. w Sydney na dystansie 200 m stylem klasycznym. Jest także Mistrzem Europy z 2002 r.
3 września 2000 r. w Rzymie został odznaczony Orderem Zasługi Republiki Włoskiej.
Karierę pływacką zakończył w 2004 r.

## Odznaczenia
- Order Zasługi Republiki Włoskiej (3 września 2000 r., Rzym)